# 立埜原
立埜原（たてやわら）は、千葉県印西市の大字。2017年10月31日現在の人口は0人。郵便番号270-1300。

## 地理
北は笠神、東は甚兵衛、南東は本埜小林、南は萩埜、南西は本埜小林、西は押付、北西は和泉屋に隣接している。

## 歴史
本埜村小林字立埜原の一部が立埜原となる。

## 施設
- 甚兵衛第一機場